# ارتش خلافت راشدین
ارتش خلفای راشدین (به عربی: جيش الخلفاء الراشدين) یک گروه نظامی در زمان خلفای راشدین و شروع فتوحات مسلمانان در قرن هفتم میلادی بود. شمار سربازان ارتش خلفا فقط ۱۳٬۰۰۰ سرباز در سال ۱۱ه‍.ق /۶۳۲م بود اما با گسترش خلافت با گذشت زمان و با فرارسیدن سال ۶۵۷م این ارتش به ۱۰۰٫۰۰۰ سرباز رسید. موفق و معروف‌ترین فرماندهٔ ارتش خلفای راشدین خالد بن ولید بود؛ به این دلیل که وی فرماندهی ارتش خلفا را در تصرف ایران و تصرف سوریه به عهده داشت. از دیگر فرماندهان مشهور ارتش راشدین عمرو عاص بود که موفق به تصرف مصر شد.